# Чинаб
Чинаб (Ченаб) — річка в  Індії і Пакистані, права притока річки Сатледж (басейн Інда). Довжина — 1100 км, площа басейну — 138 тисяч км ². Чинаб, (в давнину Чандрабхага або Асікні) як одна з річок  Семиріччя згадується в  Ведах. Вона є однією з річок «ведійського П'ятиріччя». Основні притоки — Джелам, Раві. Середня витрата води біля підніжжя Гімалаїв — 890 м ³ / с. Літня повінь. Води річки зрошують близько 200 тисяч га. Має виняткове значення для меліорації та сільського господарства регіону.
Верхів'я річки розташовані в Гімалаях, нижче вона перетинає Пенджаб (Пакистан). На території Індії річка тече в глибокій долині, в Пакистані витікає на Пенджабську рівнину. Нижче впадіння річки Раві Чинаб також іменується Трімаб.
На річці стоять пакистанські міста Вазірабад, Чиніот, Мултан і Музаффаргарх.

## Каскад ГЕС
На річці розташовано ГЕС Дулхасті, ГЕС Ратле, ГЕС Baglihar, ГЕС Салал.